# Буриченков, Георгий Андреевич
Георгий Андреевич Буриченков (1894—1953) — советский военачальник, кавалер двух орденов Красного Знамени за подвиги в Гражданской войне. Генерал-майор (17.11.1942). Незаконно репрессирован, реабилитирован.

## Биография
Георгий Буриченков родился 2 февраля 1894 года во Владивостоке. С молодости участвовал в революционной деятельности, член РСДРП(б) с 1911 года. В сентябре 1915 года он был призван на службу в Русскую императорскую армию. В 1917 году окончил Киевскую школу прапорщиков. Дослужился до звания подпоручика, командовал ротой 202-го запасного пехотного полка.
В феврале 1918 года Буриченков добровольно пошёл на службу в Рабоче-крестьянскую Красную Армию. Принимал активное участие в Гражданской войне. Воевал на Западном, Восточном и Южном фронтах. Служил комиссаром 24-го Сибирского полка, членом военной коллегии Костромского губернского военного комиссариата, командиром 1-го Советского Костромского полка, помощником командира отрядов Варнавско-Ветлужского района, командиром 3-й и 4-й бригад 21-й стрелковой дивизии. За время войны два раза был ранен. Во время Западно-Сибирского крестьянского восстания 1921 года назначен командующим боевым районом Омск — Тюмень и участвовал в подавлении восстания. За боевые заслуги был награждён двумя орденами Красного Знамени (Приказы Революционного военного совета Республики № 304 в 1920 году; № 180 в 1923 году).
После окончания войны Буриченков продолжил службу в Рабоче-крестьянской Красной Армии. С июня 1922 года служил командиром 86-го стрелкового полка 29-й стрелковой дивизии. С ноября 1922 года был помощником командира, а с февраля 1923 года — командиром 21-й стрелковой дивизии. В 1924 году окончил одногодичные курсы при Военной академии РККА, в 1928 году — повторные двухмесячные курсы при Военной академии РККА имени М. В. Фрунзе. С июля 1924 года служил начальником и военкомом 17-й Владикавказской пехотной школы. С 1929 года — заместитель начальника Управления военных учебных заведений РККА. С ноября 1930 года — начальник и комиссар Киевской объединённой школы командиров РККА имени С. С. Каменева. С июля 1935 года (по другим данным, с января 1935 года) — начальник и комиссар Военно-морского училища имени М. В. Фрунзе, одновременно с сентября 1938 года командовал отрядом учебных кораблей Балтийского флота. С июня 1939 по апрель 1940 года — начальник создаваемого Каспийского военно-морского училища имени С. М. Кирова, выполнял срочную задачу по формированию училища и немедленному развёртыванию учебного процесса.
С июня 1940 года был помощником командующего войсками Харьковского военного округа по вузам, с мая 1941 года — помощником командующего войсками Одесского военного округа по противовоздушной обороне, одновременно командовал Южной зоной ПВО.
Участник Великой Отечественной войны с июня 1941 года. Южная зона ПВО была включена в состав Южного фронта, во главе её участвовал в оборонительной операции в Молдавии, в обороне Одессы и в Тираспольско-Мелитопольской оборонительной операции. В августе 1941 года зону ПВО расформировали, комдив Буриченков назначен помощником начальника артиллерии Южного фронта по ПВО. В одном из боёв под Павлоградом получил ранение. С июня 1942 года был помощником, затем заместителем командующего войсками Среднеазиатского военного округа по вузам.
29 августа 1943 года был арестован органами НКВД СССР по обвинению в сотрудничестве с царской охранкой в 1912-1913 годах. В январе 1944 года Буриченков был уволен из рядов Вооружённых сил. 27 марта 1952 года был осужден Военной коллегии Верховного суда СССР и приговорён к 15 годам лишения свободы, а в апреле 1952 года — лишён воинского звания генерал-майора. В июле 1953 года Буриченков был освобождён и реабилитирован. Вскоре он был восстановлен в кадрах Советской Армии и в воинском звании. К тому времени был тяжело болен раком желудка, поэтому был зачислен в распоряжение Главного управления кадров Министерства обороны СССР и направлен в госпиталь.
Скончался 27 августа 1953 года в Военном госпитале имени Н. Н. Бурденко. Похоронен на Введенском кладбище (21 уч.).

## Награды
- Два ордена Красного Знамени (23.06.1920, 17.11.1923)[6]
- Орден Красной Звезды (10.06.1939)[7]
- Юбилейная медаль «XX лет Рабоче-Крестьянской Красной Армии» (22.02.1938)[2].

## Воинские звания
- Комдив (26.11.1935)
- Генерал-майор (17.11.1942)